# 空海の風景
『空海の風景』（くうかいのふうけい）は、司馬遼太郎の歴史小説。平安時代初期に密教を独自に体系化し、真言宗の開祖となった空海を扱った作品である。第三十二回（日本芸術院賞：昭和50年度）芸術院恩賜賞文芸部門受賞作。
『中央公論』1973年（昭和48年）1月号から1975年（昭和50年）9月号に連載され、連載時のタイトルは『「空海」の風景』。

## 概要
司馬は本作で空海を「日本史上初めての普遍的天才」と評する。ここでいう「普遍的」とは国境・民族の垣根を超えて通用する人物という意味であり、土俗の呪術として多分に雑多な状態にあった密教を破綻のない体系として新たにまとめ上げ、本場の天竺・唐（インド・中国本土）にもなかった鮮やかな思想体系を築き上げたこの空海の出現によって、日本史上初めてそうした「人類的存在」を得ることができたと評している。
題名の『空海の風景』とは、空海の生きた時代がはるかに遠い古代であるため現存する史料が乏しく空海の人物に肉薄することが甚だ困難であり、せめて彼が存在した時代の彼にまつわる風景を想像することによって、朧げながらもそこに空海の人物像が浮かぶことを期待して執筆されたことにちなむものである。司馬夫人の福田みどりによると本作は生前の司馬が最も気に入っていた作品で、サイン本を献本する際にも必ず本作を用いたほどであり、そのため冨士霊園の「文學者之墓」（日本文藝家協会会員の共同墓）にも本作を埋葬したという。

## あらすじ
※本作は空海の行動について逐一論評を加えながら進行する構成になっており、司馬作品の特徴である随筆的な作風が一層強くなっている。
讃岐国多度郡の郡司・佐伯氏の家に生まれた空海は、幼少の頃から飛び抜けた利発さを見せ、さながら神童のように扱われて成長した。長じて後、中央の官吏としての栄達を望む父母の期待を受けた空海は、都に出て大学寮の明経科に入学する。儒学を始めとする唐の学問を学ぶについて空海は際立った理解力を示して周囲を驚かせるが、しかしその道で安住するには世界の有り様や自己の生命そのものについての関心が強すぎた。儒学は浮世の処世を説く学問としか思えず、空海の渇望する宇宙と生命の真実について何ら解答を与えてはくれない。翻って仏法の世界を見れば、せせこましい世俗の理などを超越して抽象的思考の中でこの世の普遍的真理を追求しようとしている。たぎるような想像力を蔵するこの若者は、経書を暗誦するのみの学科に飽きたらず程なく大学を飛び出し、仏門に入る決意をする。この若者の出家の動機は平安後期に流行する世を儚んで山奥の草庵に引き籠もるといった遁世じみたものではさらさらなく、この世を動かす大宇宙の原理を知りたいという沸き立つような好奇心に突き動かされてのことだった。
私度僧となった空海は、ふとしたきっかけから虚空蔵菩薩の秘術を知る。これらの秘術はインドにおいて仏教とは別の精神風土から生まれたものであり、仏教思想の中で止揚されて「密教」として習合されたものであり、同様のものが数多く唐を経て断片的に日本にもたらされていた。多分に巫人的体質を持ち超自然的な怪異の存在を信じる空海は、我が身に電撃的感応を与えてくれるこれらの秘術に強い関心を抱く。そして秘術の実践に相応しい場所を探して山林を遊行する中、室戸岬の洞穴で得た神秘体験が儒教的教養を完全に打ち砕き肉体を地上に残したままその精神を抽象的世界に没入させる決定的な契機となる。見えるものといえば空と海のみの洞穴の中で夜明けの明星が衝撃とともに口中に入るという体験をしたことこそが「空海」の名を名乗るきっかけとなり、彼をして後の弘法大師たらしめる最初の一歩となった。以後、空海は畿内や四国の山林を徘徊して修養に励む一方で諸寺を巡って万巻の経典を読み漁った末に『大日経』に巡りあう。この世のすべての現象は大宇宙の真理である大日如来の一表現であり、諸現象の大本であるこの普遍的原理の中に入り込み、原理そのものと一体化する即身成仏こそを究極の目的と説くその思想に空海は激しく魅了される。欲望を否定してともすれば死へと傾斜しがちな釈迦の仏教に違和感を感じていた空海は、これにより生の謳歌を肯定し後にはその当然の属性である愛欲すらも宇宙の真理の一表現と考えることとなる。やがて空海は大日如来を中心に雑多な状態にある密教を体系立てる発想に辿り着く。折しもこの時期インドでは大日如来を本尊に据える新たな密教体系が成立していたが、空海はそれを知らずに独力で酷似した密教体系を着想した。
密教こそが仏教の完成形態であると確信した空海は、密教思想の追求に生涯を捧げる決意をし、教義についての疑義を正すべく遣唐使船に乗って唐へ渡る。同じ船団には宮廷の侍僧を務め、稀に見る俊才僧として都で名高い最澄もいた。最澄の目的は天台宗の体系を日本に移入することにあったが、空海はすでに天台の教義を古色蒼然としたものと考えていた。八方を走り廻って渡海の費用を工面せねばならなかった自身と対照的に宮廷の寵愛を一身に受けるその境遇に対する鬱屈もあり、空海は後半生に折にふれて対峙することとなる最澄に対して最初から良い印象を持たなかった。難儀な航海の果てに唐に辿り着いた空海は、長安の都で金剛頂系と大日経系の二つの密教体系を受け継ぐ大唐でも唯一の僧である青竜寺の恵果和尚に師事し、恵果の法統の正嫡の伝承者・真言密教第八世法王として灌頂を受けて帰国の途につくこととなる。ところが日本へ帰ってみるといち早く帰国していた最澄が断片的な密教をすでにもたらしており、密教の評判を聞いてその到来を待ち望んでいた宮廷によってもてはやされていた。最澄の本来の目的は天台の体系の導入であったが、ついでに拾って帰った断片的な密教が密教を求める時勢の中で注目を集めてしまい、不本意ながら密教の専門家として振る舞わざるを得なくなった。やがて密一乗の伝法を受けた空海の帰国によってその密教が粗漏なものにすぎないことが明らかになり盛名を落とすことになるが、最澄は抗弁せずに己の落ち度を率直に認めて密教を一から学び直そうと考え、空海の門を叩く。弟子の礼をとってまで教えを請うその実直な人柄に触れたことにより、空海はそれまで最澄に持っていた悪印象を多少なりとも改め、以後両者の親交が始まることとなる。しかし伝法には時間がかかると知ると、最澄は自身の代わりに高弟たちを送って空海の不興を買った。さらに密教の伝承は師資相承によるもので書物によってはならないという伝統があるにもかかわらずに借経を願い続け、空海の鬱壊を次第に募らせてゆく。所詮、最澄にとっては天台の教義を体系立てることこそが宿願であり、密教とはあくまでそれを補完するものとしか考えておらず、そうした姿勢を変えるつもりは元よりなかった。やがて密教の真髄といわれる『理趣経』を説いた『理趣釈経』の借用を願い出るに及んでついに空海を憤激させ、さらに最澄の愛弟子の泰範が空海に魅せられて最澄の下を出奔する事件も重なり、ことここに至って両者は絶縁することとなる。空海のしたためた絶縁の手紙は、密教に対する無理解への憤り、天台宗への嘲り、さらには入唐前の最澄の恵まれた境遇に対しての嫉みなど、最澄に抱いていた悪感情に徹頭徹尾貫かれ、一読すれば空海という人物に興ざめするような内容であり、事物に対する好悪の情が激しく過去の恩讐を容易に忘れない空海の性格のあくの強さがまざまざと現れた激越なものであった。
帰国後の空海は真言密教の体系化に力を尽くす一方で、大唐に比べればいまだ未開の段階にある日本に文明を定着させようと、質量ともに膨大な仕事をこなした。医療施薬から土木灌漑、果ては文芸・美術・思想哲学の涵養に至るまで、その後の日本文化の礎となる部分をほとんど独力で整備した。その超人的な多能ぶりは空海の最も得意とする書芸によく現れており、書くたびに書体も書風も変える変幻自在なその筆技は絢爛という他なく、あらゆる書体を使いこなすその書のどこに空海その人が存在するのか不可思議なほどである。しかし、自然そのものに無限の神性を見出す空海の教義に照らし合わせれば、即身において大日如来の境遇が成立しているのであるから形態にとらわれることは理に合わぬことであり、その場に応じて応変してもそこに一条の霊気が立ち昇って空海を感じさせるとすれば、融通無碍のその書は彼自身の思想に相応しくまったく空海らしいものというべきかもしれない。また、そのかたわら空海は紀伊国南部の高野山に密教思想を体現したインドにも唐にもない寺院を造ろうと考え、高野山寺の建設に着手した。官寺ではなく私寺であるため空海の在世中には普請は捗らなかったが、中世末期に宗教都市として殷賑を極めて現代まで残る高野山の威容は、どこか大唐の長安を思わせるものがある。あるいはその建設は、己の知的欲求を満たしてくれる人文の皆無に等しい鄙びた小国における空海が、大文明国に存分に身を浸した去りし日を偲んだものではなかったか。しかし遺稿から窺える造営に臨む空海の構想たるや、その端々まで精妙な論理によって構築されており、そうした推測によって空海その人の生き身の片鱗を感じ取ろうとする空想を差し挟む余地も許さぬほど堅牢確固としたものである。
空海は早くから自身の死期を察し、弟子たちにもそのことを予告し、予告することによって弟子たちの気を引き締めさせた。やり残したことを為すべく病を得た身体を押して精力的に活動し、そして死病に抗って醜態を晒すことなく荘厳な死を遂げることを願い、五穀を断って肉体を衰えさせた末に静かに死を迎えた。空海の死は長安の青竜寺にも伝えられ、報に接した青竜寺では一山粛然とし、ことごとく素服を着けてこれを弔したといわれる。

## 主な登場人物
空海
本作の主人公。真言宗の開祖。讃岐国多度郡の郡司を務める佐伯氏の出身で、俗名は「佐伯真魚」（さえきのまお）。幼い頃より利発さを謳われ、官界で栄達することを期待した両親に望まれて桓武天皇の皇子伊予親王の侍講であった叔父の阿刀大足の薫陶を受けて大学寮に入学するが、己の生と世界の成り立ちへの探求心の強さから学業を放り出して私度僧となり、遊行を始めてほどなく密教を知る。超自然現象に感応する呪術者的な体質とともに、それとは相反する高度な理論を構築する論理的才能を併せ持つ。既存の仏教を宇宙の本質を穿っていない「顕教」と断じ、宇宙の胎内に入って真理との一体化を目指す密教こそが真の仏教と考え、仏教の呪術分野として多分に雑多な状態にあった密教を教義の矛盾を解消して狂いのない結晶体にまとめ上げ、インドにおいてそれぞれ個別に成立した智（精神の原理）を説く金剛頂系と理（物質の原理）を説く大日経系という二つの体系を融合させ、本家のインドや中国にもなかった独自の思想体系を作り上げた。
万巻の経典から果ては好色な雑書まで古今のあらゆる書物に目を通し、博覧強記ともいうべき膨大な知識をその頭脳に詰め込んでいる。さらに文章や書画など学芸全般にわたって余人の及ばぬ才を備え、諸芸に臨んで八面六臂の力を見せつける怪人的な異能は大唐の一流文化人たちをも驚嘆させた。語学力にも秀で、大学の音博士から教授を受けて入唐前にすでに唐語の発音を完全に習得して澱みない言葉を披露して唐人を驚かせ、密教の原著に接するために恵果に入門する前にサンスクリット語をわずか五ヶ月で身につけた。また、短期間で留学を切り上げることによって長期の予定で集めた留学費用を潤沢に使おうと考え、二十年の留学予定をわずか二年で切り上げ、浮いた費用を使っておびただしい量の経典や法具を日本に持ち帰ることに成功した。
普遍的真理を探求する密教の教義に身を浸したこと、さらに当時の大文明国であった唐へ留学したことにより、国家や民族といった瑣々たる軛から脱して普遍的世界を肌身で感じたことから世俗の習慣や取り決めなどは面従腹背に応対して内心小馬鹿にし、たとえ天皇を前にしても畏れようという気持ちも起こさない。ただし現世権力と対立して大過を被るような真似はせず、宮廷に招かれれば従順に伺候し、旧態依然としているが大きな力を持つ奈良の守旧派仏教とも良好な関係を築き、時には思想的な妥協をすることもある。若年の頃に自身を主人公にした思想小説『三教指帰』をしたためただけあって、自身の真理への利益や真言密教の振興のためには時に演技や擬態をすることも厭わない。天才にありがちな才気を持て余して他者との調和に破綻をきたすといった所はまったくなく、むしろ不気味なほど他者の心の機微に敏感で政治感覚にも長けており、時に目をみはるようなしたたかさや狡さを見せることもある。
なお、空海は現在でも高野山の奥之院において定を続けているという伝説があるが、司馬は『続日本後紀』の空海の死に関する記述から空海は荼毘に付された（火葬された）と考え、「入定」の伝説は没後一〜二世紀後に広まったものと解釈している。
最澄
日本における天台宗の開祖。近江国の出身で、俗名は「三津首広野」（みつのおびとひろの）。若くして官僧となるが、既存の奈良仏教に不満を持ち、二十歳の時に官寺を去って後の比叡山延暦寺の元となる寺を起こす。ほどなくして桓武帝の平安遷都によって都が遷され、たまたま自身の寺が都の鬼門に位置していたために桓武帝から目をかけられ、宮中の侍僧である内供奉十禅師に任命されて手篤い庇護を受けることとなる。
奈良仏教は宗教的体系を持たない論でしかなく、釈迦の唱えた言葉である経を中心とした総合秩序の中でそれらを体系づけて多分に哲学的でしかない奈良仏教を乗り越えようと考え、やがて自身の信念を裏付けてくれる『法華経』と出会ったことでこの経を所依の経典とする天台宗の存在を知り、その教義を日本へ移入するために遣唐使船に乗って海を渡る。ところが帰国の際に断片的に持ち帰った密教が思わぬ注目を浴び、密教の評判を聞いてその招来を待ちわびていた宮廷の要請で専門外の密教を扱わざるを得なくなる。最澄自身には虚勢を張る意図など全く無かったが密教を求める時代の勢いに乗せられてしまった格好となり、ほどなく空海の帰国によってその密教が粗漏なものであることが露呈して盛名を落とした。が、最澄は一から密教を学び直そうと考え、弟子の礼をとって教えを請おうと空海を訪ねるが、天台宗の振興こそを宿願とする最澄は密教をそれを補填するものとしか考えず、数年の親交を持った後に結局決別することとなる。元来天台宗を低く評価していたことに加えて誤解や不幸な行き違いが重なったこともあるが、多分に人を能力の有る無しで見る癖もある空海は、最澄の純朴で実直な人柄の良さも知りつつ、密教こそ真の仏教であり写経だけでは学びきれないという考えから、それを説いても写経のみで安易に極めようとする姿勢を変えなかった最澄への批判は、ほとんど妥協しなかった。
唐からの帰国後は、天台の体系に加えて律と禅、更には密教までをも加えて一本化することを理想に掲げて奮闘するものの、世間知に長けた空海と違って教義に対する純粋さから論敵との衝突も辞さなかったため、守旧派からの激しい攻撃に生涯悩まされ続けた。
橘逸勢
空海と同じ遣唐使船で唐へ渡った儒生。空海には及ばないながらも書や詩文に長け、日本の留学生の中でも屈指の英才。しかし狷介な性格で、常に棘のある言動を口にしなければ気がすまず、他者との折り合いをうまくつけられずに周囲から煙たがられている。空海に対してはその学殖に驚嘆し、さらに思想的存在として既存のどの思想とも交わらずに超然としているその姿を見、己の孤独感と照らし合わせて奇妙な親近感を抱いて親しくつきあうようになる。
長安の文人たちからもその才を認められて「橘秀才」と呼ばれてそこそこの評価を得るが、唐語の会話を習得できずに大学にも入学できない有様で早々に留学費を使い果たしてしまい、伝法を終え早々と留学を切り上げようとしていた空海とともに帰国した。帰国後はその性格のせいで宮中でうまく立ち回ることができず、藤原氏が主立つ官職を牛耳っていたこともあって生涯不遇だったが、空海とともに文化好きの嵯峨天皇の庇護を受け、天皇主催の文化サロンにおいてはそれなりの地位を得た。が、天皇の死後に起こった宮廷の混乱（承和の変）に巻き込まれて伊豆へ流されることとなり、その監送途中に遠江において病死した。
恵果
長安の官寺・青竜寺の和尚。金剛頂系と大日経系の二つの密教体系を習得した大唐でも唯一の僧であり、空海を自身の後継者として真言密教第八世法王の灌頂を与えた。
空海が入唐した時期にはすでに高齢で病床に伏しがちで、己の法統を伝える後継者を求めていた。空海の英才を耳にして自院の門を叩くことを心待ちにしていたが、しかし空海は恵果の老衰を知りながらすぐに青竜寺には行かずに自分の名が日に日に高まるのを待ち、恵果が待ちわびて焦れるのを見計らってから足を運んだ。自身の価値を高めるこのしたたかな計略は当たり、恵果は空海の訪問に狂喜して異常な厚遇を持って迎えてあわただしく自身の知識を全て伝え、その年の暮れに没する。二つの密教体系を本来は一つのものであると考え、両部を融合させて論理化することを望んでいたがついに果たせず、その異能を見込んだ空海に己の宿願を委ねた。
玄宗皇帝に気に入られていたインド僧不空の弟子であり、司馬は空海が不空の行状を意図的に真似ていた形跡があることから、輪廻転生が自然現象として信じられていたこの時代、空海は自身が不空の生まれ変わりであると信じており、真言密教の教義に則って俗事から超然とするために異邦人として唐に現れた不空の存在を意識的に真似ていたと推測している。
嵯峨天皇
第52代天皇。桓武帝の皇子で桓武の崩御後、後を継いだ兄の平城天皇が重度の神経疲労に陥ったために皇位を譲られ即位した。
琴棋書画を好み、文化サロンを主催して平安期の宮廷文化の基礎を作った人物。自身も豊かな詞藻を持ち、特に書において空海・橘逸勢と並ぶ「三筆」と評され、日本書道史上屈指の名筆でもある。唐文化に強い憧れを持つことから彼の地で名を馳せた空海をいたく気に入り、さながら讃仰者のようになる。そのような嵯峨に対して空海は表面上は慇懃に接するが、真言密教の教義を体現しなおかつ大文明国だった唐を見たことから内心では鄙びた小国の王を貴しとは思っておらず、自身の教義の振興のためにその権力を利用はするものの畏れようという気は微塵も起こさず、時にふてぶてしい態度を露わにすることもある。
藤原冬嗣など側近に人を得ていたこともあるが、譲位を後悔した平城が愛妾の藤原薬子にそそのかされて起こした藤原薬子の乱を早々に的確な手を打って鎮圧するなど、政治手腕も優れている。
泰範
最澄の高弟。入唐直前の時期に最澄と知り合い、奈良の守旧派仏教に対して同様の不満を持つことから意気投合し、新仏教を求める同志として相契った。最澄も泰範の英才をいたく気に入り、さらに思想上の盟友というだけでなく僧坊によくある同性愛的な感情を互いに抱いていた。
叡山の学頭に任ぜられるなど何かにつけて最澄に目をかけられるが、兄弟弟子たちとの関係がうまくいかず、拗ねたように故郷の近江の自坊に引き篭もったりして何かと最澄を困らせた。やがて密教教授のために空海のもとに遣わされるが空海に魅せられてしまい、以後弟子として侍ったまま叡山に戻らなくなる。最澄は恋文まがいの手紙を綴ってまで再三帰山を乞うが、泰範は戻ろうとせずついには空海に代筆をしてもらって離別の手紙を送りつけた。手紙は空海の代筆であることが容易に解る文面で、さらに空海の最澄への悪意があざといほどに横溢しており、泰範の離縁状であると同時に空海からの絶縁状ともいえるこの手紙を最後に、空海と最澄は完全に決別して生涯会うことはなくなった。
後に空海が高野山を開く際に手助けをし、東寺が朝廷の命で真言宗に変わった際にその定額僧に補せられた。僧としてこれといった業績は残さなかったが、この泰範の断交事件以後最澄は弟子が他宗派に流れぬよう叡山の門戸を固く閉ざすようになり、同じく真言宗の一宗派としての独立を考えた空海が他宗派の者の自院内の雑居を禁じたことも重なり、ひいては日本の仏教宗派が他宗派に対して閉鎖的になる要因を招いた。

## 映像作品
ドキュメンタリー『NHKスペシャル　空海の風景』NHKテレビ、2002年。全2回。各五十分。
讃岐国（香川県）・長安（西安）・高野山など作品の舞台となった土地を取材し、空海生涯の足跡を辿る。同じ司馬原作によるドキュメンタリー『街道をゆく』の同局スタッフが多数制作に参加している。
かねてより空海をテーマに創作活動をしていた紙人形作家・内海清美による空海の和紙人形が撮影プロップとして登場している。
また、本番組を元にした制作スタッフによる歴史紀行『『空海の風景』を旅する』（中央公論新社、2002年 ISBN 4120033066／中公文庫、2005年 ISBN 412-2045649）も出版されている。
1月4日と5日に前編『大唐渡海の夢』と後編『弘法大師への道』を放映。NHKBSで1月2日に前後編を連続して先行放映された。
スタッフ
- 原作:司馬遼太郎
- 演出構成:鎌倉英也、森下光泰
- 制作統括:冨沢満、井上隆史、阿部真人、金子与志一、船越雄一
- 撮影:桜井勝之、後藤滋紀
- 映像技術:森脇勇司
- 音響効果:小野さおり、神山勉
- 映像デザイン:山下恒彦
- 和紙人形制作:内海清美
- 共同制作:NHKエンタープライズ21
- 朗読:中村吉右衛門
- 語り:若村麻由美

## 書誌情報
- 単行版『空海の風景』 中央公論社（上下）、1975年10-11月
  - 新装改版 中央公論新社（上下）、2005年6月（上 ISBN 412-0036456、下 ISBN 412-0036464）
  - 改訂新版 中央公論新社（上下）[2]、2024年3月（上 ISBN 412-0057569、下 ISBN 412-0057577）
- 『空海の風景』 中公文庫（上下）、1978年1-2月、下巻解説大岡信
  - 文庫改版（上下）、1994年3月（上 ISBN 412-202076X、下 ISBN 412-2020778）
- 『司馬遼太郎全集39　空海の風景・鬼灯』文藝春秋、1983年10月（ISBN 416-510390X）
- KUKAI THE UNIVERSAL 〈英語版：空海の風景〉（武本明子訳、美巧社、新版2013年）